# Nodorodesmus kibonotanus
Nodorodesmus kibonotanus är en mångfotingart som beskrevs av Carl Graf Attems 1909. Nodorodesmus kibonotanus ingår i släktet Nodorodesmus och familjen Oxydesmidae. Inga underarter finns listade i Catalogue of Life.